# Nilson António da Veiga de Barros
Nilson António da Veiga de Barros, noto semplicemente come Nilson (Santiago, 5 agosto 1987), è un ex calciatore capoverdiano, di ruolo difensore.